# Neobythites meteori
Neobythites meteori är en fiskart som beskrevs av Nielsen, 1995. Neobythites meteori ingår i släktet Neobythites och familjen Ophidiidae. Inga underarter finns listade i Catalogue of Life.